# Хорошковское сельское поселение
Хорошковское се́льское поселе́ние — муниципальное образование в Павлоградском районе Омской области Российской Федерации.
Административный центр — село Хорошки.

## История
Статус и границы сельского поселения установлены Законом Омской области от 30 июля 2004 года № 548-ОЗ «О границах и статусе муниципальных образований Омской области».

## Население
| 2010  | 2011  | 2012  | 2013  | 2014  | 2015  | 2016  |
| ----- | ----- | ----- | ----- | ----- | ----- | ----- |
| 1809  | ↘1807 | ↘1776 | ↘1723 | ↘1712 | ↘1686 | ↗1687 |
| 2017  | 2018  | 2019  | 2020  | 2021  | 2023  |       |
| ↗1689 | ↘1687 | ↘1658 | ↗1674 | ↗1708 | ↘1675 |       |

## Состав сельского поселения
| № | Населённый пункт | Тип населённого пункта       | Население |
| - | ---------------- | ---------------------------- | --------- |
| 1 | Глинкино         | деревня                      | ↘360      |
| 2 | Кохановка        | деревня                      | ↘91       |
| 3 | Хорошки          | село, административный центр | ↗1069     |
| 4 | Ясная Поляна     | деревня                      | 289       |